# Diachea
Diachea es un género de mohos mucilaginosos pertenecientes a la familia Didymiaceae. El género fue descrito por primera vez en 1825 por Elias Magnus Fries.
El género tiene una distribución cosmopolita.
Especies:
- Diachea bulbillosa
- Diachea leucopodia (Bull.) Rostaf. 1874
- Diachea splendens
- Diachea subsessilis
- Diachea thomasii
- Diachea verrucospora Nann.-Bremek. & Y.Yamam.